# 判決/クライム・オブ・ザ・センチュリー
判決/クライム・オブ・ザ・センチュリー（原題：Crime of the Century）は、1996年のアメリカのテレビ映画。

## あらすじ
リンドバーグ愛児誘拐事件の容疑者として逮捕されたブルーノ・ハウプトマンの処刑までを描く。

## キャスト
- ブルーノ・ハウプトマン：スティーブン・レイ
- アンナ・ハウプトマン：イザベラ・ロッセリーニ
- シュワルツコフ大佐：J・T・ウォルシュ
- ハロルド・ホフマン：マイケル・モリアーティ
- ジェームズ・フィン：アレン・ガーフィールド
- デビッド・ウィレンツ：デヴィッド・ペイマー

## 日本語吹替版声優
- 青山穣
- 梅津秀行
- 伊藤栄次

## ノミネート
第54回ゴールデングローブ賞 ミニシリーズ・テレビ映画部門
- 主演男優賞（スティーブン・レイ）
- 主演女優賞（イザベラ・ロッセリーニ）
- 助演男優賞（デヴィッド・ペイマー）
- 作品賞